# 備宿

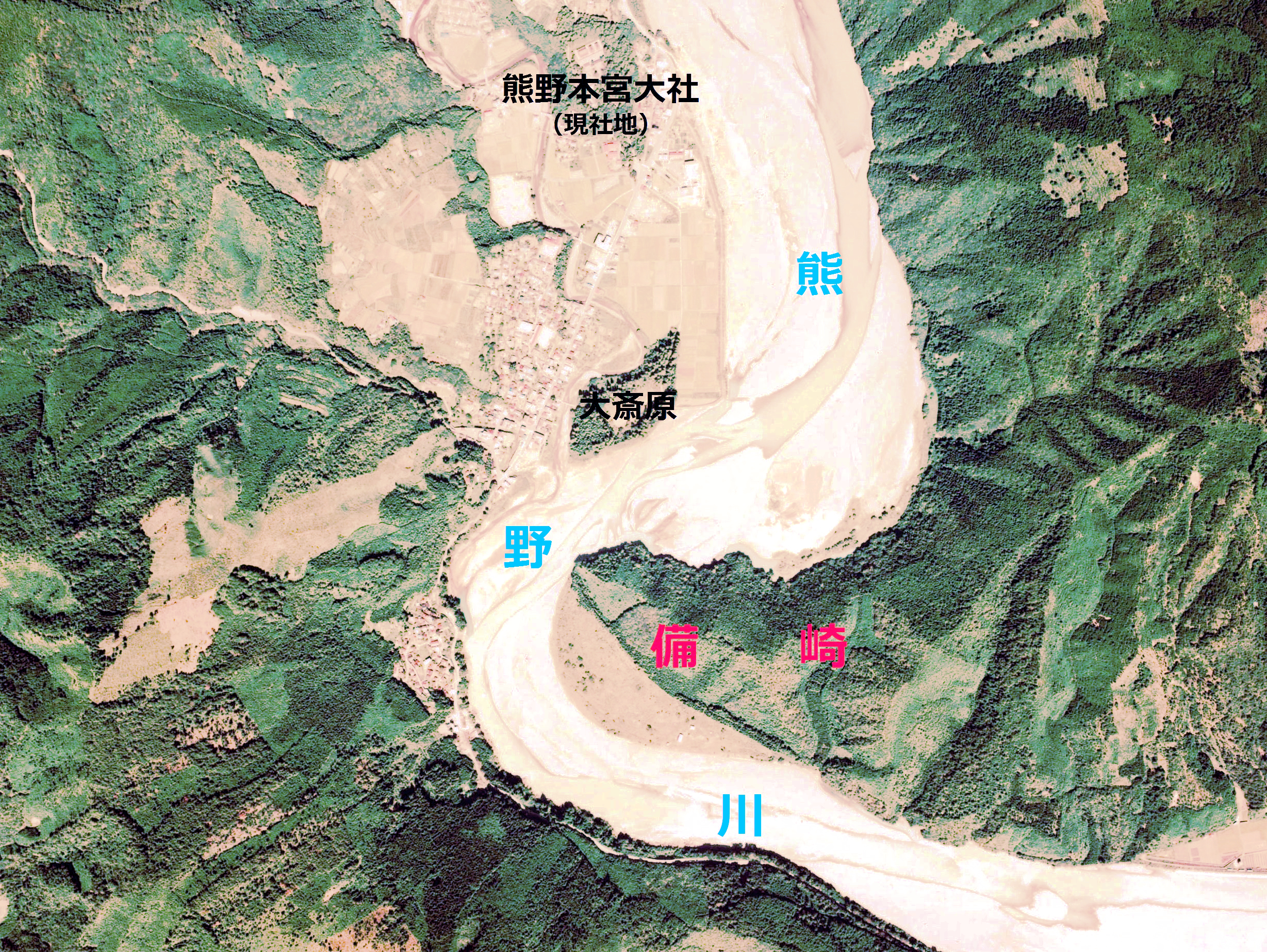
備崎および熊野本宮周辺の空中写真（1976年撮影）
画像中央を縦断する河川が熊野川。東側から半島状に張り出した尾根が備崎。北西対岸（画像中央）の楕円形状の緑地が大斎原。画像上部中央の円形の緑地が熊野本宮大社現社地。

備宿（そなえのしゅく、または備崎宿〈そなえざきのしゅく〉、本宮備崎〈ほんぐうそなえざき〉とも）は、大斎原（おおゆのはら、熊野本宮大社旧社地）から熊野川を挟んで対岸の備崎にある修験道の宿遺跡。同所にある備崎経塚（そなえざききょうづか）についても併せて解説する。

## 宿と靡
修験道においては、抖擻（とそう、山林中を自らの足で歩いて修行する）による廻峯行（かいほうぎょう）が行われた。中世英彦山の教義書『彦山修験秘訣印信口決集』には廻峯行のための峯中路を「修行（シコノヲ）」「凪（ナビキ）」と呼び、『修験頓覚速証集』では「修行（シコノヲ）」「踞（ナボキ）」と呼ぶなど、峯中路そのものを「修行」と呼ぶほどに山岳修行が重視されていた。
峯中路には宿（しゅく）と呼ばれる霊地ないし行所が設けられた。宿という用語の初見は長承2年（1133年）付の『金峯山本縁起』であり、今日に言う大峯奥駈道上に120箇所あるとし、そのうち81箇所を明記している。宿は、峯中路に沿って設けられ、その数は信仰上の意味や山林中での行動の都合を勘案して設定された。本来、宿には神霊や祖霊を迎える場所としての意味があるが、実際にはやや異なる機能を持った2種に分化している。ひとつは、修法・勤行の場としての宿であり、もうひとつは宿泊（参籠）の施設となる宿であって、前者には小祠堂や自然崇拝物（大樹・巨岩など）が、後者には神社・寺院が多用される。
しかしながら、後に中世末から近世初頭にかけて距離単位としての「里」をもナビキと呼ぶようになり、さらに山岳修行自体が低調となってゆくにつれ、ナビキの語の峯中路としての意味が薄れた。ナビキの語は、吉野から熊野まで七十五里あることを表す「大峯七十五里」といった言葉の中にのみ残るようになり、かつてとは意味が反転して、七十五里の距離に対して霊場を充てるようになった。今日、大峯奥駈道の行場をさして宿ではなく靡（大峯七十五靡）とよぶのはこうした消息によるものである。

## 備宿

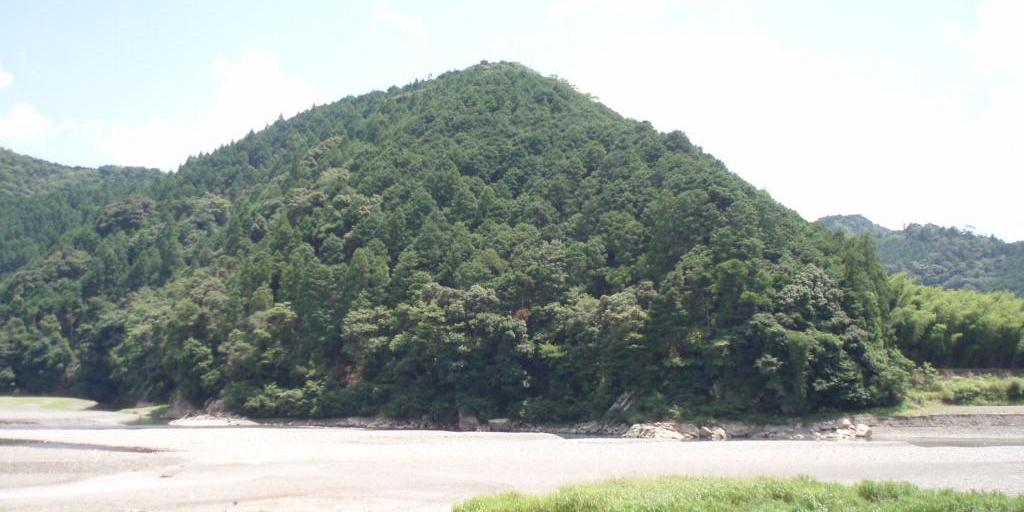
備崎

備宿の名は、『諸山縁起』に「備如法経所々六部墓之内」と記されるほか、『金峯山本縁起』では「備ノ別所宿」、『大菩提山等縁起』では「備宿」などとあることが確認できる他、役行者一千日参籠の聖域とも伝承される。しかし、今日、聖護院および醍醐寺三宝院が基準として用いる大峯七十五靡の一覧や、それとほぼ同じ内容の前鬼森本坊伝の『大峯七十五靡奥駈修行記』には既に備宿の名は無い。今日、大峯奥駈道として伝えられるルートは近世の史料と伝承に基づくものだが、備宿を通らずに、側面を巻くように進む。尾根をつないで山々を渡り、聖域としての山岳の姿を遥拝するという峯中路の本来の意義からすると、現在のルートは原則に反したものであり、中世には備宿を通るルートであったと考えられている。

### 構造
備宿が設けられた備崎は、大峯奥駈道上の霊地である七越峰から派生した丘陵で、熊野川に向かって大きく張り出し、Uの字状に川の流れに囲まれている。丘陵最高所は手が付けられることなく自然植生が残され、神仏界と解され、丘陵第2のピークから熊野川にいたる稜線に沿って7段の経塚群が設けられている。人工の施設が配されているのは、頂部と丘陵頂部から下った2番目のピークとの間の鞍部、2番目のピーク、丘陵の北裾である。
頂部と2番目のピークとの間の鞍部は参籠所と考えられており、後背面カットが行われた方形の平場と、細長い二段の平場が造られている。この立地と造成の形式は、大峯奥駈道の主要な宿である深仙宿と類似を示しており、宿の設定にあたって共通する認識や思想背景があった可能性が高い。2番目のピークには備崎経塚として知られる経塚群があり、参籠所と同時期に設定されたものと考えられている。
熊野川に面した丘陵の北裾には、大斎原に面して幅約30メートル・高さ18メートルの巌があり、磐座群を構成する。今日の大峯奥駈道に面した磐座群の北縁の部分には、礼拝所が設けられ、祭壇と立石が据え付けられている。巌に沿ってさらに進むと、巌の端に立岩を中心として集石がなされた小型の磐座が1基認められ、その隣に石積からなる小型の磐座がもうひとつあって、その後背には呪符とみられる△の彫込みがある。これらは小磐座群は、巌の西端にあって結界を守る護法として存在すると推定されている。
礼拝所の上方には2つの顕著な窟が見られる。礼拝所正面の窟の床面には口径80センチメートルほどの穴が開いている。この窟が穿たれた岩は巌の最高所となっており、そのことから権現垂迹の磐座として、垂迹した権現が宿る胎蔵窟と見ることが出来る。もうひとつの窟は礼拝所から向かって左側（東側）にあり、入り口に当たる部分に礫を積み上げて結界を作り、その奥に垂迹神の拠り代（石躰）とするべく標石が立てられ、その基部が礫を詰めて固められている。床面に穴（陰部）の開いた前者の窟を、巌の頂部にて垂迹神を宿す胎蔵窟、権現垂迹の石躰（陽部）がある後者を金剛窟と見るならば、これらの窟の配置は陰陽の融合した権現垂迹の窟として理想的な形をなしている。磐座群頂上部の傍らには、上面が平らな岩が2基存在し、細礫が集中した箇所に灰と見られる土が残されていることから、それぞれ異なる年代に護摩壇として用いられ、権現垂迹の祈りをささげる場所であったものと見られる。
これらの磐座群および窟は、熊野川を仲介として、熊野川中州にあった本宮大社旧社地（大斎原）と向かい合っている。この関係は、神倉神社と新宮社地との関係に等しく、すなわち山宮（元宮）とその拝所という関係がある。備宿の磐座群および窟は、熊野権現垂迹の地と見なされていた可能性がある。

### 奥駈道の成立と備宿
前述のように、本来の峯中路が備宿を通っていたとするならば、備宿は奥駈道の終点ないし始点である。備宿が熊野側からは奥駈道第一の宿であるということは、備宿とは入峯にあたって廻峯行の基本的な心構えや修法を体得させる参籠所であって、備宿と本宮との中間点に設けられていた経塚群は行場たる参籠所の外部にあたる境界に営まれていたことになる。吉野側の金峯山には大規模な金峯山経塚群が存在することを踏まえると、経塚は外部との結界の役割を担っていたと推測される。宗教者の導きのもと、結界の奥の行場に立ち入りえない一般の参詣者は、霊場の構成施設の一部として開かれていた経塚に参詣し、あるいは施主として経塚を造営することにより、極楽往生や現世利益を祈願したのである。
12世紀における山岳信仰の動向を示すものとして備宿ないし備崎経塚を位置づけるとすると、熊野三山の整備が進められた12世紀に備崎経塚が造営されたのに対し、金峯山経塚の造営時期が11世紀と先行することから、吉野側の御嶽信仰の成熟から入峯修行が成立して熊野への奥駈道の整備が進められたという展開が考えられる。また、経塚の造営において修験者の関与は無論のことであるが、金峯山経塚における埋経供養の施主が俗人であった藤原道長であったことを踏まえると、修験者は宗教的な指導者ないし勧進聖として経塚造営に関与するのであって、造営の施主となるのは俗人であった可能性が高い。備崎経塚の出土品において東海地方産の陶磁器（常滑焼・渥美窯・猿投窯・瀬戸焼）が多数を占めるほか、経塚の形態にバリエーションが見られることから、東国を含む広範囲から、異なる階層に属する施主が関与したと考えられる。そうした経塚の成立事情から、経塚の群構造と施主の社会関係との間には何らかの関係があると見られるが、未解明の課題として残されている。

### 参籠宿と磐座祭祀
備宿は備崎経塚が先行して報告されたことにより経塚遺跡として知られるようになった。しかし、ここまで見てきたように、聖地全体の構造からすれば、経塚は本来ごく一部の脇役であって、廻峯行の峯中路における宿および磐座祭祀の遺跡としての観点から再評価されるべきであると考えられている。
廻峯行では、峯中路をたどり、その路上にある宿で礼拝するだけでなく、峯中路を外れた聖域や行場にも出向き礼拝するのが本来の姿である。そのために、南向きの日当たりの良い緩斜面で、水源が確保できる場所を拠点（参籠宿）として、周辺の聖域や行場に赴くことになる。しかし、大峯山中における廻峯行の衰退により、そうした修行の形態自体が忘れられ、それに伴って多くの聖域や行場もまた退転した。大峯山中でもわずかに玉置神社周辺にはそうした古くからの廻峯行の形態を示す遺跡が残されているが、備宿の場合はさらに古い姿を示していると考えられる。というのも、宿とは何よりもまずは神々が宿る聖域であり、神々が垂迹すべき磐座や窟がある場所である。備宿には、磐座や窟とともに、神仏界・参籠所・経塚があり、聖域と行場が混然とした、成立初期における宿の姿を教えているからである。

## 文化財
備崎にて発掘された備崎経塚（そなえざききょうづか）は国の史跡「大峯奥駈道」（2002年〈平成14年〉12月19日指定）の一部である。また、大峯奥駈道は世界遺産「紀伊山地の霊場と参詣道」（2004年登録）の一部である。
備崎からは、古くは文政8年（1825年）に経筒や金銅製と思われる阿弥陀如来像などが出土したとする記録があり、今日も東京国立博物館に収蔵されている陶製外容器の線刻銘文には、保安2年（1121年）に大般若経600巻を50巻を一組として経筒に納めて埋経した旨が記されている。
和歌山県が東牟婁郡地域を対象として実施した埋蔵遺跡調査において経塚関連遺物が多数発見されたことを踏まえて、旧本宮町は、大谷女子大学（当時）に依頼し、2001年（平成13年）12月と2002年（平成14年）2月に部分的な発掘調査を行った。その結果、備崎西端から丘陵頂部にかけての尾根筋7ヶ所にわたって経塚群構築に伴う人為的な河原石の積み上げが見られただけでなく、大斎原に面した北側斜面にも広がっているとの指摘がなされた。7ヶ所の経塚は、前述のように丘陵第2のピークから熊野川にいたる稜線に沿って設けられ、最上部のものは通常の構造のものであるが、他の6ヶ所は岩盤上に直に経筒の外容器を置き、その周りに礫を積み上げた構造が露出しており、納経という表現にまさに合致するものである。これら経塚は、複数の群をなしており、何らかの意図のもとに配置されたと推測されている。
2地点での発掘によって合計39基の経塚が確認され、出土した遺物は合計407点を算し、経筒の外容器である陶器片、青銅製及び陶製の経筒本体断片、さらにそれらとともに埋納されたと見られる青白磁の合子断片、鋳銅製薬師如来立像などを含んでいる。それらの大半を占めるのが外容器である常滑製の甕の断片であるが、12世紀後半から13世紀ものが最も多く、14世紀にまでおよんでおり、経塚群の推移を示している。経塚には盗掘の形跡があるものの、調査が進めば日本最大級の経塚遺跡となることが確実視されており、経塚のみならず、磐座信仰や阿弥陀信仰、峯中宿跡といった宗教遺跡としての総合的な解明が期待されている。

## 注
1. 1 2  山本[2007: 9-10]
2. ↑  森沢[2006: 6-7]
3. ↑  長野[1987]
4. 1 2 3 4  山本[2007: 10]
5. ↑  森沢[2006: 7-8]
6. 1 2 3 4  山本[2007: 18]
7. ↑  森沢[2006: 8-9]
8. ↑  山本[2007: 6]
9. 1 2 3 4  山本[2007: 13-14]
10. ↑  山本[2007: 14]
11. ↑  時枝[2011: 228]
12. ↑  山本[2006: 64]
13. 1 2  時枝[2011: 229]
14. 1 2 3  時枝[2011: 230]
15. ↑  時枝[2011: 229-230]
16. ↑  大谷女子大学博物館[2002: 59、63]
17. ↑  時枝[2011: 225-226]
18. ↑  大谷女子大学博物館[2002]
19. ↑  山本[2007: 19]
20. ↑  山本[2007]
21. ↑  山本[2007: 17-19]
22. ↑  
大峯奥駈道、国指定文化財等データベース（文化庁） 2009年5月12日閲覧。
23. ↑  “田辺市の指定文化財一覧表”.   田辺市教育委員会. 2011年1月19日閲覧。
24. ↑  世界遺産登録推進三県協議会（三重県・奈良県・和歌山県）、2005、『世界遺産 紀伊山地の霊場と参詣道』、世界遺産登録推進三県協議会、pp.39,75
25. ↑  滝沢馬琴の随筆『兎園小説』、「歳代記」（『熊野年代記』の一部）。関 秀夫、1990、「熊野三山の経塚」、『経塚の諸相とその展開』、雄山閣出版 ISBN 4639009372
26. ↑  杉山 洋、1983、「熊野三山の経塚」、奈良国立文化財研究所創立30周年記念論文集刊行会（編）『文化財論叢 奈良国立文化財研究所創立30周年記念論文集』、同朋舎出版 ISBN 4810403009 pp. 849-868
27. ↑  和歌山県教育委員会（編）、1990、『東牟婁地方広域遺跡群詳細分布調査概報』、和歌山県教育委員会〈広域遺跡群詳細分布調査4〉
28. ↑  2005年、田辺市と合併
29. ↑  大谷女子大学博物館[2002: 5-6]
30. ↑  大谷女子大学博物館[2002: 56]
31. ↑  大谷女子大学博物館[2002: 第3章]
32. ↑  大谷女子大学博物館[2002: 56-59]
33. ↑  本宮町史編さん委員会編[2002: 110]
34. ↑  大谷女子大学による調査結果は次の報告書にまとめられている。大谷女子大学博物館（編）、2002、『熊野本宮備崎 - 経塚群発掘調査報告書』、大谷女子大学博物館。

## 文献
- 大谷女子大学博物館（編）、2002、『熊野本宮備崎 - 経塚群発掘調査報告書』、大谷女子大学博物館
- 時枝 務、2011、「熊野本宮備崎経塚考」、安藤 孝一（編）『経塚考古学論攷』、岩田書院 ISBN 9784872946949 pp. 207-233
- 長野 覚、1987、『英彦山修験道の歴史地理学的研究』、名著出版
- 本宮町史編さん委員会（編）、2002、『本宮町史』文化財編・古代中世史料編、本宮町
- 森沢 義信、2006、『大峯奥駈道七十五靡』、ナカニシヤ出版 ISBN 4779500842
- 山本 義孝、2006、「彦山中における宿遺跡の検討」、『山岳修験』（37）、山岳修験学会、NAID 40007469965 pp. 51-66
- －、2007、「山岳信仰遺跡を読み解く（一） - 玉置山・備崎」、『熊野』（No.132・133）、紀南文化財研究会、NAID 40015898268 pp. 1-26